# Alwil Pacher von Theinburg
Alwil Pacher von Theinburg (* 21. April 1840 in Sollenau, Niederösterreich, Kaisertum Österreich; † 10. Juni 1904) war ein österreichischer Industrieller aus der 1823 in den österreichischen Adelsstand erhobenen Familie Pacher von Theinburg.

## Leben
Alwil war für die technische Leitung des Familienunternehmens verantwortlich. Für sein Schaffen, vor allem auf dem Gebiet des Schulwesens und der Armenbetreuung, wurde Alwil Pacher von Theinburg zum Ehrenbürger von Sollenau ernannt, er war auch Ehrenbürger von Schönau an der Triesting. Nach seinem Suizid hinterließ er der Gemeinde Sollenau ein Legat von 1.476,91 Kronen.

## Familie
Alwil war der Enkel von Johann Martin Pacher von Theinburg und der Bruder von Paul und Gustav.